# Senósido

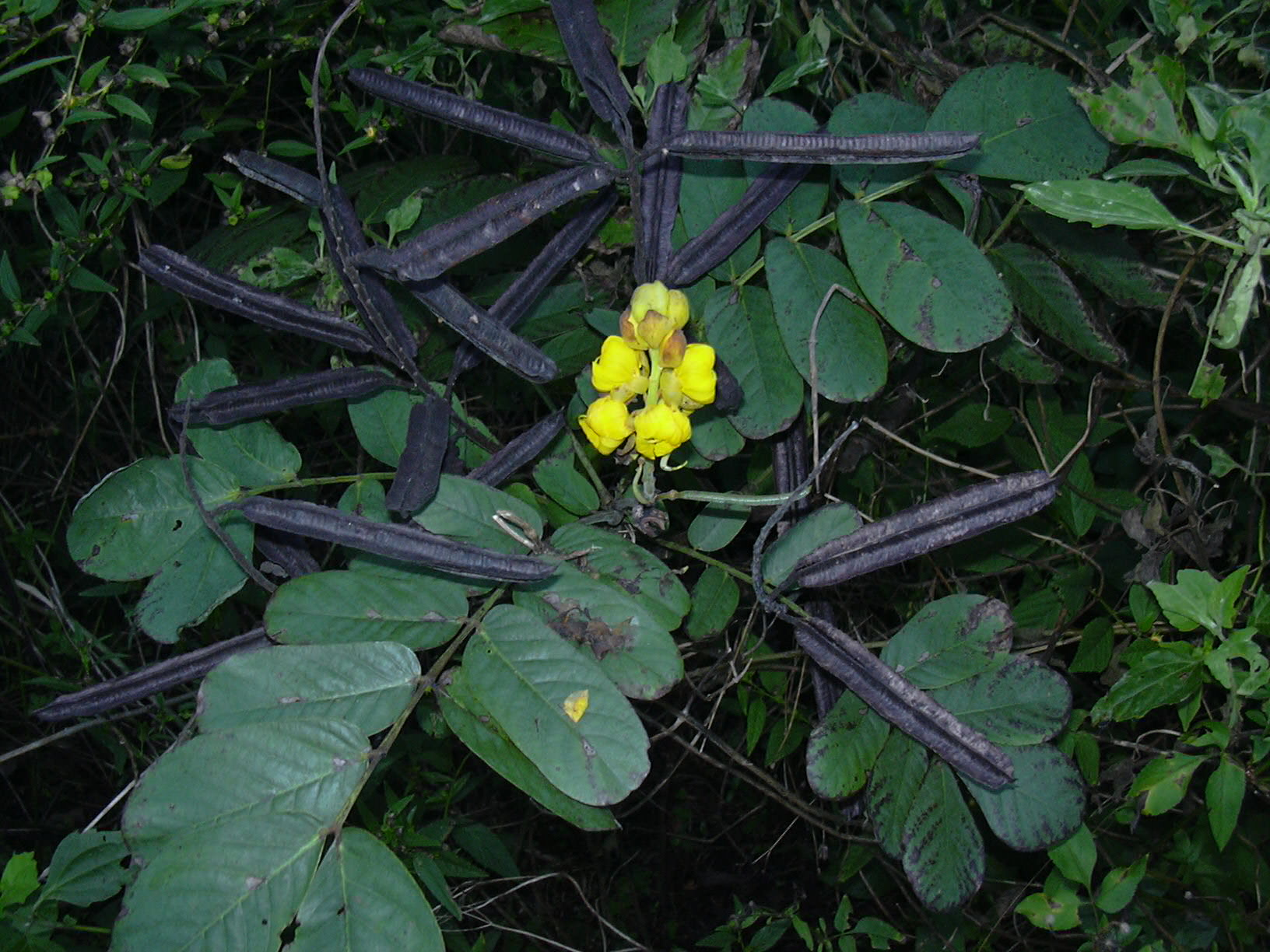
Las hojas y las semillas de sen contienen 2-3% de glucósidos antraquinónicos o senósidos.

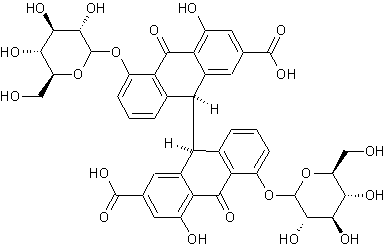
Estructura química del senósido A, encontrado en los extractos obtenidos de plantas del género Senna.

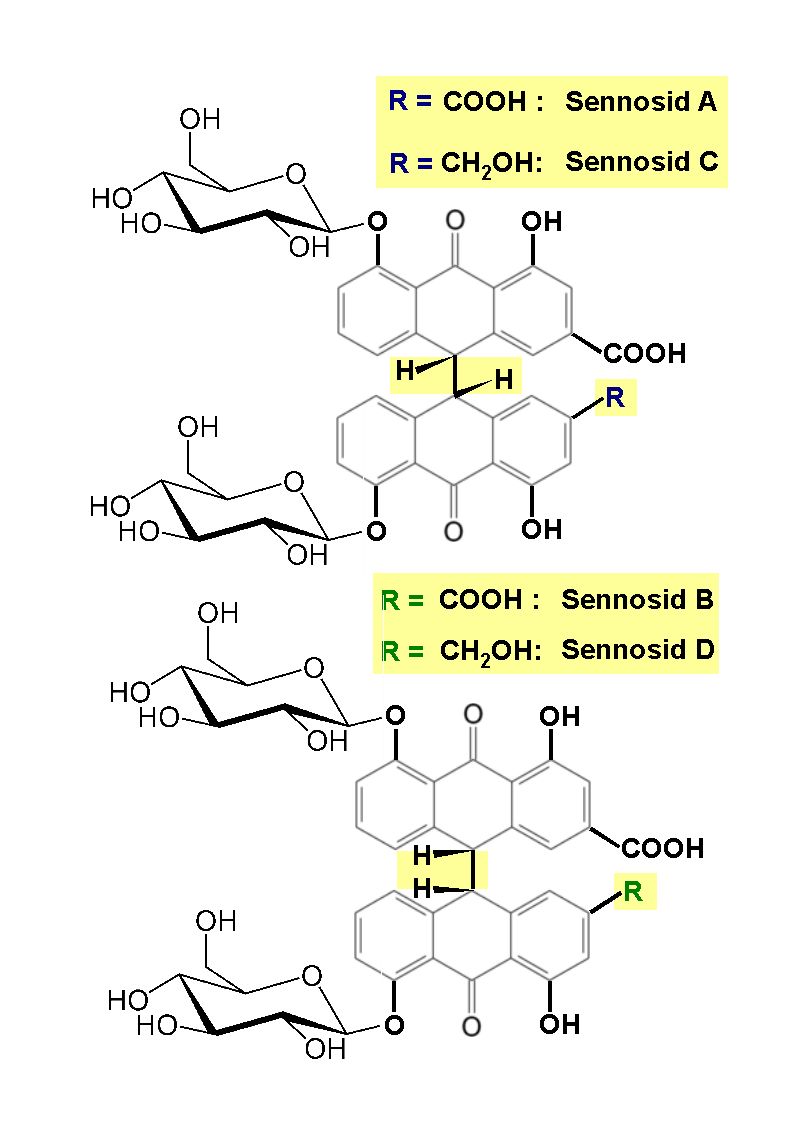
Senósidos

Los senósidos son extractos farmacéuticos de plantas del género Senna que pertenecen químicamente al grupo de las antraquinonas. Su composición consta de glucósidos diméricos, y se ha demostrado que tienen acción laxante.
Los senósidos son inactivos en su estado natural; sin embargo, al llegar al colon, unas glucosidasas de origen bacteriano los transforman y liberan la genina, el principio activo de la molécula del senósido.

## Usos médicos
El sen se utiliza para el estreñimiento episódico y crónico, aunque se carece de pruebas de alta calidad que respalden su uso para estos fines. También puede utilizarse para facilitar la evacuación intestinal antes de una intervención quirúrgica o de exámenes invasivos del recto o el colon.